# Melanagromyza cuscutae
Melanagromyza cuscutae este o specie de muște din genul Melanagromyza, familia Agromyzidae, descrisă de Erich Martin Hering în anul 1958. Conform Catalogue of Life specia Melanagromyza cuscutae nu are subspecii cunoscute.